# Rio Chéran
Chéran é um rio localizado nos departamentos de Savoie (Saboia) e Haute-Savoie ((Alta Saboia), em França. Nasce em Verrens-Arvey, no maciço de Bauges. Corre para noroeste, sendo afluente pela margem esquerda do rio Fier, no qual desagua em Rumilly.
Ao longo do seu percurso atravessa os seguintes departamentos e comunas:
- Savoie: Verrens-Arvey, Cléry, Jarsy, École, La Compôte, Le Châtelard, La Motte-en-Bauges, Lescheraines, Arith, Bellecombe-en-Bauges
- Haute-Savoie: Allèves, Cusy, Gruffy, Héry-sur-Alby, Mûres, Alby-sur-Chéran, Saint-Sylvestre, Marigny-Saint-Marcel, Boussy, Rumilly, Sales